# Damenakademien München und Berlin und Malerinnenschule Karlsruhe
Als Damenakademie wurden Mal- und Zeichenschulen für Frauen bezeichnet. Frauen hatten es bis ins 20. Jahrhundert schwer, einen künstlerischen Beruf zu ergreifen. Der Zugang zu den Akademien blieb ihnen meist verwehrt. Während in Russland Frauen schon ab 1871 an den Akademien studieren konnten, war dies in Deutschland in größerem Umfang erst in der Weimarer Republik möglich. Abgesehen von Privatateliers einzelner Künstler, standen ihnen lediglich drei größere Lehranstalten mit eingeschränktem Lehrangebot zur Verfügung: die durch Selbsthilfe gegründeten Damenakademien in München und Berlin und die Malerinnenschule in Karlsruhe.

## Geschichte
Die Kunsthochschule in Deutschland, welche in der Regel den Universitäten gleichgestellt war und zumeist später in „Akademie der bildenden Künste“ umbenannt wurden, füllte eine große Lücke im künstlerischen Ausbildungswesen. Allerdings war dies nur für männliche Interessenten von Bedeutung: Frauen war der Zutritt bis in das 20. Jahrhundert hinein verwehrt. Diesen fehlte eine der Akademie vergleichbare Einrichtung.
Zwar gab es vorher schon eine zögerliche Zulassung für Frauen, diese war jedoch mit Einschränkungen und Sonderbestimmungen verbunden: Die Teilnahme an Aktzeichen- und Anatomiekursen zum Beispiel war Frauen nicht gestattet. Für viele künstlerisch ambitionierte Frauen lag die Lösung in teuren Privatschulen. Während Männer auch ohne pekuniären Hintergrund akademischen Unterricht erhalten konnten, war die Ausbildung der Frauen von Anfang an von nicht unerheblichen finanziellen Mitteln abhängig. Die Selektion erfolgte somit nicht nach Begabung, sondern nach Zahlungsfähigkeit, was dem Ruf der talentierten Frauen nur noch mehr schadete. Am Zustrom von kunstinteressierten Frauen mangelte es nicht und die Privatschulen erwiesen sich als lukratives Geschäft.
Im Zuge der durch die Frauenbewegung ausgelösten zahlreichen Frauenvereinsgründungen des 19. Jahrhunderts schlossen sich zahlreiche Künstlerinnen zusammen, um die Ausbildungssituation auch im Bereich der Kunst zu verbessern. In Eigeninitiative gründeten die Künstlerinnenvereinigungen so genannte „Damenakademien“ oder „Malerinnenschulen“, die Frauen ein Kunststudium ermöglichten, welches dem an der Kunstakademie ähnlich war. Explizit hier zu nennen sind die Bildungen der „Damenakademie in Berlin“ und die „Damenakademie in München“. Erst mit der gesetzlichen Gleichstellung von Mann und Frau im Jahre 1919 wurden Frauen zu den Akademien zugelassen. Die Malerinnenschule Karlsruhe bildete eine Ausnahme. Hier handelte es sich um eine Private Kunstschule mit staatlichem Träger.
Neben den Künstlerinnenvereinen in Berlin und München folgten ähnliche Vereinsgründungen in weiteren deutschen Städten: Württembergischer Malerinnenverein in Stuttgart (1893), in Leipzig (1897) gegründet von Philippine Wolff-Arndt (1849–1940), in Düsseldorf (1911), die GEDOK in Hamburg (1926) und in Köln (1929).

## Damenakademie Berlin
Die Zulassung von Frauen an den Institutionen akademischer Kunstausbildung war ein wichtiger Schritt der Emanzipation. Während „Elevinnen“ an der „Königlich Akademische Hochschule für ausübende Tonkunst“ seit ihrer Gründung von Joseph Joachim im Jahr 1869 studieren konnten, blieben Frauen an der Hochschule für die bildenden Künste noch bis zur Novemberrevolution 1918, also bis zum Ende des Kaiserreiches, ausgeschlossen. Frauen, die sich als Maler oder Bildhauer ausbilden lassen wollten, mussten auf private Schulen ausweichen.
Der „Verein der Berliner Künstlerinnen und Kunstfreundinnen“ gründete 1868 eine eigene Kunstschule, die später auch eine „Zeichen- und Malschule“ mit angeschlossenem „Zeichenlehrerinnenseminar“ umfasste, an der unter anderem Käthe Kollwitz als Lehrerin tätig war und Paula Modersohn-Becker bei Jeanna Bauck studierte. Den Künstlerinnen, die den Verein 1867 ins Leben gerufen hatten, ging es vor allem um „die Förderung und Unterstützung aller dem Verein angehörenden Künstlerinnen. Dies umfasste auch die Einrichtung der verschiedenen Unterrichtsangelegenheiten sowohl für die eigene Fortbildung der Künstlerinnen wie zugleich für die tüchtige Ausbildung von kunstbeflissenen Schülerinnen.“ 1879 wurde darüber hinaus noch eine Pensionskasse eingerichtet, die Künstlerinnen mit einer Rente versorgen sollte. Der Ausschluss von Frauen an der Kunstakademie in Berlin war im ersten Jahrzehnt des 20. Jahrhunderts höchst umstritten. Die Hochschule für die bildenden Künste unter ihrem Direktor Anton von Werner geriet unter erheblichen Druck; die Forderung nach Zulassung des Frauenstudiums wurde lautstark erhoben. 1904 richtete eine Gruppe von „Damen“, unter ihnen Käthe Kollwitz, Sabine Lepsius und Julie Wolfthorn, eine Petition an den „Akademiedirektor“. Diese und weitere Eingaben, die im Preußischen Abgeordnetenhaus und in der Presse Unterstützung fanden, zwangen die Hochschule, zur Frage des Frauenstudiums Stellung zu nehmen. Die Position der Lehrenden wie der männlichen Studierenden blieb allerdings unbeweglich. Erst im Frühjahr 1919 nahmen die ersten Frauen ihr Studium auf.

## Damenakademie München
An der Akademie der Bildenden Künste München wurden von 1852 bis 1920 keine Frauen zum Studium zugelassen. Um 1900 war München sowohl Kunststadt als auch ein Zentrum der Frauenbewegung. Neben dem Ziel, Frauen zu staatsbürgerlichen und gesellschaftlichen Rechten zu verhelfen, war eines der zentralen Ziele die Verbesserung der Bildungsmöglichkeiten. Gefordert wurde unter anderem der Zugang zu den Universitäten, was im Königreich Bayern schließlich ab 1903 möglich war. Jedoch Frauen mit dem Wunsch, Künstlerin zu werden, kämpften lange vergeblich um den Zugang zur Königlichen Akademie der Bildenden Künste, der ihnen erst ab 1919 gewährt wurde. Zofia Stryjeńska versuchte, dieses Verbot zu umgehen und immatrikuliert sich 1911 unter dem Namen ihres Bruders. Als Mann verkleidet studierte sie ein Jahr, bevor die Täuschung aufflog und sie die Akademie verlassen musste. Eine künstlerische Ausbildung konnten angehende Künstlerinnen nur mehr an teuren Privatschulen oder den neu gegründeten Ausbildungsstätten, wie der „Damenakademie“ erhalten. Die 1868 gegründete Königliche Kunstgewerbeschule München gewährte bereits 1872 Frauen zumindest in ihrer „weiblichen Abteilung“, mit dem Studium zur Zeichenlehrerin, eine Ausbildung.

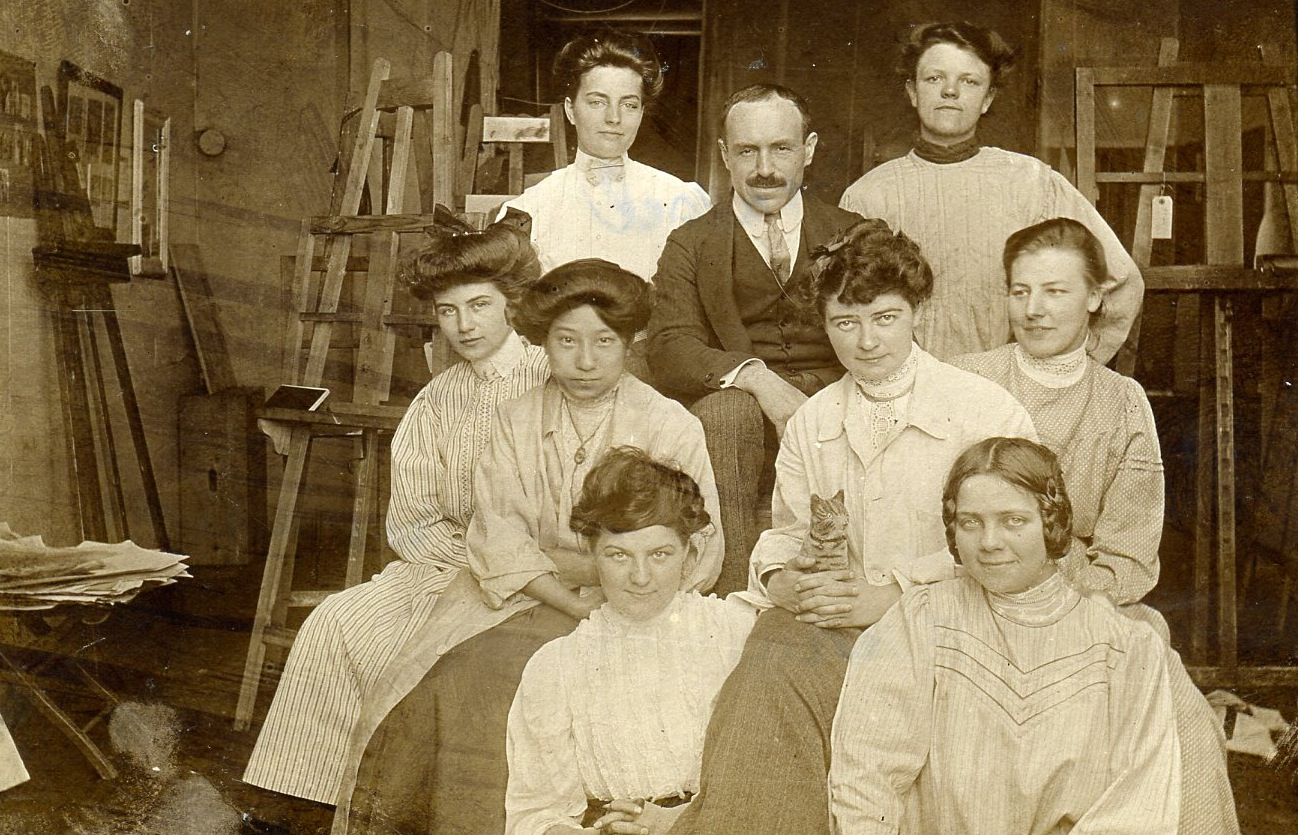
Adolf Höfer (1869–1927), der Maler und seine Studentinnen der „Damenakademie“ München, um 1910

Um auch Frauen eine professionelle künstlerische Ausbildung zu ermöglichen, ergreifen die Frauen 1882 mit der Gründung des Münchner Künstlerinnenvereins selbst die Initiative. Nach dem Prinzip der kollektiven Selbsthilfe schlossen sich Künstlerinnen zusammen, die alle die mangelhafte Ausbildungssituation für Frauen insbesondere im Bereich der hohen Kunst erfahren hatten. Unter den Gründungsmitgliedern waren Jeanna Bauck (1840–1926) Bertha von Tarnóczy (1846–1936), Clementine von Braunmühl (1833–1918), Sophie Dahn-Fries (1835–1898), Ilka von Fabrice (1846–1907), Olga Weiß (1835–1898) und Martha Giese (1860–1923). Zwei Jahre später 1884 eröffneten sie die Münchner „Damenakademie“, die nach dem Vorbild der Königlichen Akademie der bildenden Künste organisiert wurde. Das Haus in der Barer Straße 21 hatte auf der Gartenseite fünf große Atelierfenster, und man bot eine Ausbildung im Figuren- und Aktzeichnen, Unterricht in der Perspektive, Maltechnik, Kunstgeschichte, Anatomie, außerdem mehrere Wahlfächer wie Kopfzeichnen, Kompositionslehre, Stillleben und Tiermalerei an. Darüber hinaus arbeitete die „Damenakademie“ im Sommer mit der Landschaftsklasse in Seebruck am Chiemsee. Unterrichtet wurden die Schülerinnen u. a. von Professoren der Münchner Akademie, was der „Damenakademie“ einen guten Ruf einbrachte. Seit 1894 wurde die Schule staatlich subventioniert, was eine Vergrößerung der Schule und des Unterrichtsangebotes folgen ließ.
Die „Damenakademie“ war bald weithin bekannt und Anziehungspunkt für zahlreiche junge Frauen aus dem In- und Ausland, die sich künstlerisch ausbilden lassen wollten. Die Schule besuchten 1906 427 Schülerinnen „aus aller Herren Länder“. Hier schrieb sich neben Gabriele Münter und Maria Marc zum Beispiel auch Käthe Kollwitz ein. Unterrichtet wurden die Schülerinnen der „Malerinnenschule“ von Münchner Künstlern, die auch an der Kunstakademie oder privat lehrten. Hier lehrten bspw. Angelo Jank, Ludwig Herterich, Tina Blau, Maximilian Dasio, Max Feldbauer, Friedrich Fehr, Adolf Höfer, Angelo Jank, Georg Jauss, Lothar von Kunowski, Christian Landenberger, Franz Marc, Walter Püttner, Ludwig Schmid-Reutte, Albert Weisgerber und Marie Schnür, Johanna Tecklenborg, die zeitweilig die Vereinsleitung innehatte sowie Heinrich Waderé.
1902 wurde in München die „Lehr- und Versuchsateliers für Angewandte und Freie Kunst“, kurz „Debschitz-Schule“, gegründet. Der Besuch dieser reformorientierten Institution war Frauen von Anfang an erlaubt und der Zulauf entsprechend hoch. Ab 1905 konnten Frauen schließlich auch die „Lehr- und Versuchsanstalt für Photographie“ besuchen und erzielten hier mit ihren Arbeiten rasch Erfolge.
Mit der Öffnung der Akademie für Frauen ab 1920 wurde die „Damenakademie“ schließlich aufgelöst.

## Malerinnenschule Karlsruhe
Karlsruhe war, vor allem seit Gründung der Staatlichen Akademie der Bildenden Künste Karlsruhe 1854 durch Großherzog Friedrich I., zu einem Anziehungspunkt für Künstler geworden und entwickelte sich zu einer aufstrebenden Kunststadt. Der Berichterstattung der regionalen Zeitungen nach zu urteilen, konnten sich kunstinteressierte Frauen in privaten Malschulen unterrichten lassen, was zahlreiche Frauen veranlasste, der Kunst wegen nach Karlsruhe zu kommen. Die Nachfrage an professioneller Ausbildung war enorm und Lehrer der Akademie nahmen keine Privatschülerinnen mehr an, sodass 1885 durch die Vereinigung aus privaten Damenklassen eigens für Frauen eine eingerichtete Private Kunstschule, die „Großherzogliche Malerinnenschule Karlsruhe“ gegründet wurde, welche als private Institution geführt, die sowohl von der Stadt als auch vom Staat bezuschusst, wurde. Am 1. Oktober 1885 wurde die Malerinnenschule unter der Schirmherrschaft von Luise von Preußen eröffnet. Die Schule bestand bis 1923.

## Großherzoglich Sächsische Kunstschule Weimar
An der Kunstschule in Weimar erwirkte 1902 der Maler und Leiter Hans Olde die Zulassung für Frauen zum Studium. Jedoch wurde ihnen der akademische Berufsabschluss nicht gewährt.

## Lehr- und Versuchsanstalt für Photographie München
Bei seiner Gründung der Lehr- und Versuchsanstalt für Photographie am 15. Oktober 1900 in der Rennbahnstraße bei der Münchner Theresienwiese wurden zunächst nur männliche Kandidaten zum Studium am Fotografie-Institut zugelassen. In einer fortschrittlichen Politik nahm der Gründungsdirektor Georg Heinrich Emmerich ab 1905 Frauen in seine Kurse auf. Wanda von Debschitz-Kunowski und Sophie Reynier gehörten 1905/1906 zu den ersten, aufgenommenen Frauen; Elfriede Reichelt, Charlotte Poehlmann und Amalie Schroer kamen im folgenden Jahr dazu. 
Nicht nur aufgrund der Einwände von Studentinnen wegen den schlechten Bedingungen im Wohnheim, sondern auch wegen Platzmangels allgemein zog die Schule 1909 in das Gebäude des ehemaligen Schwabinger Krankenhauses, das nach umfangreichen Umbauarbeiten am 9. Mai 1911 offiziell eröffnet wurde. Die Einschreibung beider Geschlechter unterlag jedoch festen Quoten. Pro Semester durften zehn Studentinnen zugelassen werden, was einem Verhältnis von 1:3 entspricht. Während der Kriegsjahre stieg die Mehrheit der Studentinnen auf 3:2 und erreichte in den 1920er Jahren ein ausgewogeneres Verhältnis. 1925, als Lotte Jacobi sich einschrieb, war die Hälfte der 51 eingeschriebenen Studenten Frauen, und 80 % stammten aus nicht deutschsprachige Länder.
Für die Zulassung war ein Grundschulabschluss erforderlich, obwohl während des Krieges eine flexiblere Regelung getroffen wurde. Germaine Krulls Fehlen eines Schulabschlusses wurde übersehen. Männer mussten mindestens 15 Jahre alt sein, Frauen mindestens 17 Jahre, und alle mussten ein jährliches Zeugnis erfüllen. Das Schulgeld betrug etwa 200 Reichsmark, das sich Eltern aus der Mittelklasse leisten könnten, während selbst die wohlhabende Arbeiterfamilie dies möglicherweise nicht konnte.